# William George Ward
William George Ward (Londra, 21 marzo 1812 – Hampstead, 6 luglio 1882) è stato un matematico e teologo inglese convertito al cattolicesimo in seguito al Movimento di Oxford. Esponente dell'ultramontanismo cattolico in terra britannica, sostenne il primato papale durante lo svolgimento del Concilio Vaticano I.

## Biografia

### Il Movimento di Oxford
William George era il figlio di William Ward e di Emily Combe. Fu educato al Winchester College e andò al Christ Church di Oxford nel 1830, ma le difficoltà finanziarie di suo padre lo forzarono nel 1833 a tentare per una borsa di studio al Lincoln College, che egli riuscì ad ottenere. Ward aveva un dono per la matematica pura ma per la storia, la matematica applicata o qualunque cosa che fosse al di fuori delle scienze esatte sentiva disprezzo. Era dotato di un forte senso dello humor e un amore per il paradosso portato all'estremo. Nel 1834 ottenne un posto di fellow al Balliol College. Nel precedente anno il Movimento di Oxford era stato lanciato. Ward provava repulsione per l'idea che si era formato di John Henry Newman, che egli considerava come un mero conservatore. Comunque, quando alla fine fu persuaso da un amico ad andare a sentire la predicazione di Newman, Ward a sua volta ne divenne un discepolo. Ward, però, non aveva sensibilità per la ricerca storica e trattava una determinata questione come se fosse un dato di pura logica. Disprezzando i riformatori, il diritto del giudizio privato rivendicato dai protestanti e l'uniformità un po' prosaica della Chiesa inglese, egli si gettò in una campagna contro il protestantesimo in generale e la sua forma anglicana in particolare. Nonostante ciò, fu ordinato diacono nel 1838 e prete nel 1840.

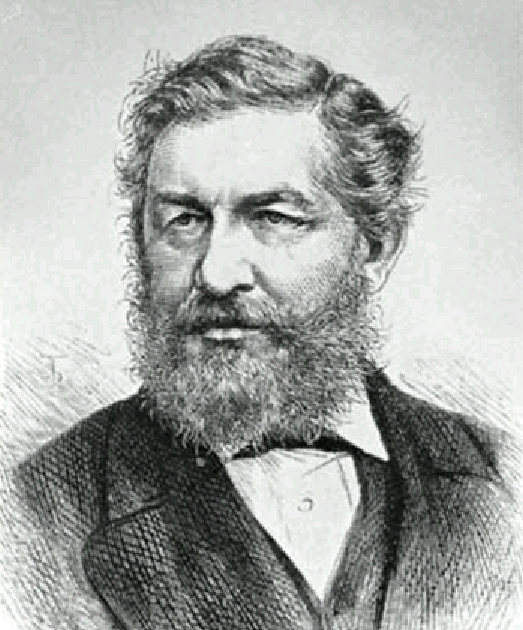
Incisione di William George Ward, 1893

Nel 1839 Ward divenne direttore del British Critic, il mezzo di comunicazione del Movimento di Oxford, e suscitò sospetto tra gli aderenti del movimento per le sue violente denunce alla Chiesa cui egli ancora apparteneva. Nel 1841 insistette per la pubblicazione del celebre Tract 90 e scrisse in difesa di quest'ultimo. Da quel periodo Ward e i suoi collaboratori lavorarono palesemente per l'unione con la Chiesa di Roma, e nel 1844 pubblicò il suo Ideal of a Christian Church, in cui apertamente sosteneva che l'unica speranza per la Chiesa Anglicana consistesse nella sottomissione alla Chiesa di Roma. Questa pubblicazione fece raggiungere lo zenit alla violenta polemica scatenatasi in seguito alla pubblicazione del Tract 90. L'Università di Oxford fu invitata, il 13 febbraio del 1845, a condannare il Tract 90, a censurare l'Ideal, e a privare Ward dei suoi gradi. Le due ultime proposizioni furono portate avanti con la privazione di Ward del suo tutorato e il Tract 90 sfuggì alla censura solo per il non-placet dei supervisori, Guillemard e Church.

### Il passaggio al cattolicesimo
Ward lasciò la Chiesa d'Inghilterra nel settembre 1845, e fu seguito da molti altri, incluso Newman stesso. Dopo essere stato accolto nella Chiesa di Roma, Ward si dedicò anima e corpo all'etica, alla metafisica e alla filosofia morale. Scrisse articoli sul libero arbitrio, la filosofia del teismo, sulla scienza, la preghiera e i miracoli per il Dublin Review. Egli affrontò anche la condanna di papa Onorio I, portò avanti una corrispondenza polemica con John Stuart Mill, e prese una parte importante nelle discussioni della Metaphysical Society, fondata da James Knowles, della quale Alfred Tennyson, T. H. Huxley e James Martineau erano membri di spicco. Era un oppositore del cattolicesimo liberale e difensore dell'autorità papale. Tra il 1851 e il 1858 fu professore di filosofia morale al St Edmund's College, Ware, e l'anno seguente fu nominato alla cattedra di teologia dogmatica. Nel 1863 divenne curatore del Dublin Review (1863-1878) e supportò la promulgazione del dogma dell'infallibilità papale nel 1870, quale esponente dell'ultramontanismo inglese.

## Famiglia
Ward era il nipote di Rober Plumer Ward, nipote di Sir Henry George Ward, e figlio di William Ward. Dopo la sua ammissione nella Chiesa Cattolica si sposò e fu il padre del biografo di Newman, Wilfrid Philip Ward; fu nonno di Padre Leo Ward, missionario in Giappone e co-fondatore di Sheed & Ward, e della sorella di Leo, la scrittrice ed editrice Maisie Ward.

## Opere
- The Ideal of a Christian Church (1844)
- The Anglican Establishment Contrasted (1850)
- Heresy and Immortality (1851)
- On Nature and Grace: A Theological Treatise (1860)
- The Relation of Intellectual Power to Man's True Perfection (1862)
- The Authority of Doctrinal Decisions Which are not Definitions of Faith, Considered in a Short Series of Essays Reprinted from "The Dublin Review" (1866)
- De Infallibilitatis Extensione (1869)
- Essays on Devotional and Scriptural Subjects (1879)
- The Condemnation of Pope Honorius (1879)
- Essays on the Church's Doctrinal Authority (1880)
- Essays on the Philosophy of Theism Vol. 1 Vol. 2 (1884)

Articoli di Ward
- "Intrinsic End of Civil Government", The Dublin Review, Vol. LIII (1863).
- "The Dogmatic Principle", The Dublin Review, Vol. LIII (1863).
- "The 'Union' Movement", The Dublin Review, Vol. LIV (1864).
- "Rome and the Munich Congress", The Dublin Review, Vol. LV (1864).
- "The University Question", The Dublin Review, Vol. LVI (1865).
- "The Encyclical and Syllabus", The Dublin Review, Vol. LVI (1865).
- "Public School Education", The Dublin Review, Vol. LVII (1865).
- "Rome, Unionism, and Indifferentism", The Dublin Review, Vol. LVII (1865).
- "Mr. Oxenham and the 'Dublin Review", The Dublin Review, Vol. LVII (1865).
- "Doctrinal Decrees of a Pontifical Congregation: The Case of Galileo", The Dublin Review, Vol. LVII (1865).
- "Dr. Pusey's Apology for Anglicanism", The Dublin Review, Vol. LVIII (1866).
- "Dr. Pusey's Project of Union", The Dublin Review, Vol. LVIII (1866).
- "The Council of Florence", The Dublin Review, Vol. LVIII (1866).
- "Irish Writers on University Education", The Dublin Review, Vol. LIX (1866).
- "Dr. Pusey on Marian Devotion", The Dublin Review, Vol. LIX (1866).
- "Pious IX and the 'Civiltà Cattolica", The Dublin Review, Vol. LIX (1866).
- "Two Criticisms on the Dublin Review", The Dublin Review,  Vol. LX (1867).
- "Science, Prayer, Free Will and Miracles", The Dublin Review, Vol. LX (1867).
- "Doctrinal Apostolic Letters", The Dublin Review, Vol. LXII (1868).
- "The Witness of Heretical Bodies to Mariology", The Dublin Review, Vol. LXII (1868).
- "The Irish Disestablishment", The Dublin Review, Vol. LXIII (1868).
- "Principles of Catholic Higher Education", The Dublin Review, Vol. LXIV (1869).
- "Catholic Controversy", The Dublin Review, Vol. LXV (1869).
- "Grignon de Monfort and his Devotion", The Dublin Review, Vol. LXVIII (1871).
- "The Definition of Papal Infallibility", The Dublin Review, Vol. LXVIII (1871).
- "Certitude in Religious Assent", The Dublin Review, Vol. LXVIII (1871).
- "Copernicanism and Pope Paul V", The Dublin Review, Vol. LXVIII (1871).
- "The Rule and Motive of Certitude", The Dublin Review, Vol. LXIX (1871).
- "Galileo and the Pontifical Congregations", The Dublin Review, Vol. LXIX (1871).
- "Mr. Mill's Denial of Necessary Truth", The Dublin Review, Vol. LXIX (1871).
- "Liberalism Religious and Ecclesiastical", The Dublin Review, Vol. LXX (1872).
- "Mr. Mill on the Foundation of Morality", The Dublin Review, Vol. LXX (1872).
- "Father Liberatore, Father Harper, and Lord Robert Montagu", The Dublin Review, Vol. LXX (1872).
- "Parliament and Catholic Education", The Dublin Review, Vol. LXX (1872).
- "The Priesthood in Irish Politics", The Dublin Review, Vol. LXXI (1872).
- "A Word on Classical Studies", The Dublin Review, Vol. LXXI (1872).
- "The Present Anglican Position", The Dublin Review, Vol. LXXI (1872).
- "The Labourers and Political Economy", The Dublin Review, Vol. LXXII (1873).
- "Irish Priests and Landlords", The Dublin Review, Vol. LXXII (1873).
- "A Few Words on Dr. Brownson's Philosophy", The Dublin Review, Vol. LXXVIII (1876).
- "Father O'Reilly on Society and the Church", The Dublin Review, Vol. LXXVIII (1876).
- "Tradition and Papal Infallibility", The Dublin Review, Vol. LXXVIII (1876).
- "Church and State", The Dublin Review, Vol. LXXVIII (1876).
- "Professor Mivart on the Rights of Conscience", The Dublin Review, Vol. LXXIX (1876).[5]
- "Cremation", The Dublin Review, Vol. LXXIX (1876).
- "Mr. Mill on Causation", The Dublin Review, Vol. LXXIX (1876).
- "Civil Intolerance of Religious Error: Professor Mivart on Liberty of Conscience", The Dublin Review, Vol. LXXX (1877).
- "Hergenröther on Church and State", The Dublin Review, Vol. LXXXI (1877).
- "Mr. Shadworth Hodgson on Free Will", The Dublin Review, Vol. LXXXVII (1880).
- "Philosophy of the Theistic Controversy", The Dublin Review, Vol. LXXXIX (1882).